# Esteban de Palma
José Esteban de Palma (Buenos Aires, 18 gennaio 1970) è un ex pallavolista argentino, bronzo olimpico a Seul 1988.

## Palmarès

### Club

#### Competizioni nazionali
- Campionato italiano: 1

Panini: 1986-87

#### Competizioni internazionali
- Coppa CEV: 4

Gabeca: 1991-92